# Nesomomus servus
Nesomomus servus là một loài bọ cánh cứng trong họ Cerambycidae.